# Sopa de tomillo
La sopa de tomillo (en catalán, sopa de farigola) es una sencilla sopa a base de pan y tomillo típica de la cocina catalana.

## Composición
El plato se elabora con huevo, pan de payés, ramitas de tomillo, y preparando un caldo utilizando el tomillo y después escalfando el huevo encima del pan.

## Curiosidades
Poema sobre la sopa de tomillo (farigola), escrito, en el año 1979 por el poeta catalán Josep Carner i Puig-Oriol, (Barcelona, 9 de febrero de 1884-Bruselas, 4 de junio de 1970): 

Fum que vas a la teulada i que n'ixes floc a floc, dius a la lluna afilada: Vora l'olla salta el foc. La mare crida i trascola i vigila de reüll la sopa de farigola que està si bull si no bull. Si, de lluny, el fum albires, plega, pare, ton fadic; ja s'entaulen les cadires i les sopes fan bonic, fins la boca més llamenca de desig d'haver-ne es mor, sopa humil, sopa rossenca, mostrejada amb oli d'or, troballa que ens fores duta per un savi saberut, l'herba humil de roca eixuta et penetra de virtut, a la setena bocada troben la conversa els grans i a l'última cullerada hi ha la son per als infants.

La sopa, de Josep Carner, poesía del año 1979.
Traducción al castellano.

Humo que vas al tejado y que sales copo a copo, dices a la luna afilada: cerca de la olla salta el fuego. La madre grita y trasiega y vigila de reojo la sopa de tomillo que está si hierve o no hierve. Si de lejos el humo avistas, termina, padre, te digo; ya se colocan las sillas y las sopas hacen bonito, hasta la boca más golosa de deseo de tenerla se muere, sopa humilde, sopa dorada, moldeada con aceite de oro, descubrimiento que se nos hizo llegar por un sabio abuelo, la hierba humilde de roca seca, que penetra de virtud, con la séptima cucharada encuentran la conversación los mayores y en la última el sueño los niños.